# Lino Lacedelli
Lino Lacedelli, né le 4 décembre 1925 à Cortina d'Ampezzo (Italie) et mort le 20 novembre 2009 dans cette même ville, est un alpiniste et guide de haute montagne italien, vainqueur du K2 dans l'Himalaya, deuxième sommet au monde en altitude. 

## Biographie

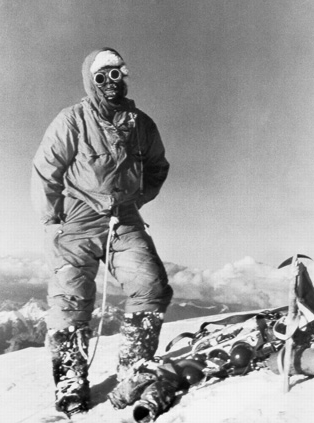
Lino Lacedelli au sommet du K2 le 31 juillet 1954.

Lino Lacedelli, né le 4 décembre 1925 à Cortina d'Ampezzo, travaille d'abord comme forgeron et guide de haute montagne puis ouvre un magasin de sport à Cortina d'Ampezzo.
Appartenant au groupe renommé des guides de Cortina d'Ampezzo, les Scoiattoli (« écureuils »), il devient un spécialiste des ascensions extrêmes dans les Dolomites. Il fait la seconde ascension de la voie Carlesso à la Torre di Valgrande, la quatrième ascension de la voie Livanos à la cima Su Alto et, en 1952, la première ascension de la face sud-ouest de la cima Scotoni avec Luigi Ghedina et Guido Lorenzi.
En 1954, Lino Lacedelli fait partie des 11 grimpeurs sélectionnés pour participer à l'expédition nationale italienne, menée par Ardito Desio dont l'objectif est la conquête du K2, deuxième sommet en monde en altitude. Desio les envoie dans un premier temps s’entraîner et tester le matériel dans les Alpes. Au Pakistan, l’expédition ne compte pas moins de 13 tonnes de matériel et 700 porteurs. Neuf camps d'altitude sont successivement installés pour parvenir à proximité du sommet.
Le 30 juillet 1954, Achille Compagnoni et Lino Lacedelli, installés dans le dernier camp d'altitude (camp IX), attendent les bonbonnes d'oxygène indispensables à l'assaut final prévu le lendemain. C'est le hunza Amir Mahdi et le benjamin de l’expédition, Walter Bonatti, qui sont chargés de les leur apporter. Ces derniers, arrivés trop tard, ne trouvent pas le dernier camp car Compagnoni et Lacedelli l’ont installé bien plus haut que la position convenue la veille. Bonatti et Mahdi entament une nuit dramatique. Sans équipement, ils sont contraints à un terrible bivouac à plus de 8 000 m d'altitude, auquel ils parviennent à survivre au prix de graves gelures aux pieds et aux mains pour Mahdi, qui sera amputé. Lacedelli et Compagnoni ont quant à eux récupéré les bouteilles d'oxygène. Le 31 juillet 1954, après plus de dix heures d'efforts, ils atteignent le sommet du K2, y plantant le drapeau italien.
Après le retour de l'expédition en Italie, Compagnoni et Lacedelli sont promus au rang de héros nationaux et sont reçus par le pape Pie XII dans la liesse populaire.
Une controverse qui durera jusque dans les années 2000 naît en marge de cette ascension triomphale. Il apparaît ainsi que Lacedelli et Compagnoni ont manœuvré pour empêcher Bonatti de les accompagner au sommet alors que ce dernier leur avait apporté les bonbonnes d'oxygène indispensables à l'assaut final. Ce faisant, ils ont contraint Bonatti et Mahdi à un bivouac qui aurait pu leur coûter la vie.
Après l'expédition au K2, Lacedelli revient dans les Dolomites où il fait en 1959 la première ascension de la face nord-est de la cima ovest di Lavareddo avec Lorenzo Lorenzi, Albino Michielli et Gualtiero Ghedina.